# Onze-Lieve-Vrouw van het Heilig Hartkerk (Malo)
De Onze-Lieve-Vrouw van het Heilig Hartkerk (Frans: Église Notre-Dame du Sacré Cœur) is een kerkgebouw in de tot de Franse gemeente Duinkerke behorende plaats Malo-les-Bains, gelegen aan het Place Turenne.
De kerk werd gebouwd van 1895-1901 en heeft een neogotische voorgevel, uitgevoerd in rode baksteen. De voorgevel wordt bekroond door een torentje. Het interieur is later gewijzigd, is uitgevoerd in beton en heeft een modern meubilair.